# Symphlebia erratum
Symphlebia erratum är en fjärilsart som beskrevs av William Schaus 1933. Symphlebia erratum ingår i släktet Symphlebia och familjen björnspinnare. Inga underarter finns listade i Catalogue of Life.